# コンセプト・アルバム

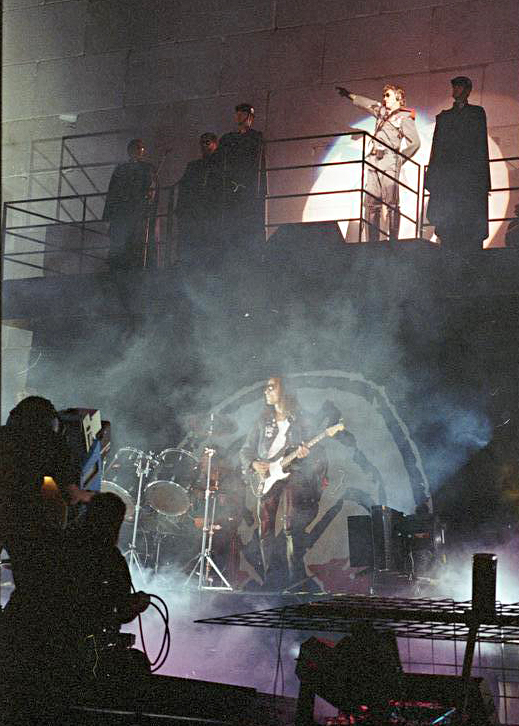
史上最も有名なコンセプト・アルバムの1つであるピンク・フロイドの『ザ・ウォール』のライブ・パフォーマンスを牽引するロジャー・ウォーターズ（上で敬礼している人物）

コンセプト・アルバム（Concept Album）は、ある一定のテーマまたは物語に沿った楽曲によって構成されたアルバム。アルバム全体でひとつの作品になっている作品をさしている。

## 概要
通常、ロックのアルバムに収録されている曲は、互いに無関係な単独の楽曲から構成される。コンセプト・アルバムとは、それぞれの楽曲が関連を持ち、アルバム全体で一つのストーリー性を内包するタイプのアルバムを指している。
初期のコンセプト・アルバムの例としては、ビートルズの『サージェント・ペパーズ・ロンリー・ハーツ・クラブ・バンド』（1967年）があげられる。
1960年代後半からは、ロック・ミュージックのシーンにおいて、コンセプト・アルバムに定義される作品が生まれてきた。特にロック・オペラやプログレッシブ・ロックのジャンルにおいては、単一曲をアルバム1枚（もしくは2枚以上）を費やして収録するなど、多くの作品が発表されている。ザ・フーの『トミー』（1969年）や、ピンク・フロイドの『アニマルズ』（1977年）なども代表的なコンセプト・アルバムとされている。

## 主なコンセプト・アルバム（洋楽）

### 1950年代までの作品
- 1940年 『ダスト・ボウル・バラッズ（英語版）』：ウディ・ガスリー[5]

### 1960年代の作品
- 1962年 『モダン・サウンズ・イン・カントリー&ウエスタン・ミュージック』：レイ・チャールズ
- 1966年 『フリーク・アウト!』[6][7]：マザーズ・オブ・インヴェンション
- 1962年 『ピーターと狼』：ジミー・スミス
- 1967年 『サージェント・ペパーズ・ロンリー・ハーツ・クラブ・バンド』：ビートルズ[2]
- 1967年 『デイズ・オブ・フューチャー・パスト』：ムーディー・ブルース
- 1967年 『サタニック・マジェスティーズ』：ローリング・ストーンズ
- 1967年 『セル・アウト』：ザ・フー
- 1968年 『ウィー・アー・オンリー・イン・イット・フォー・ザ・マニー』：マザーズ・オブ・インヴェンション
- 1968年 『ヴィレッジ・グリーン・プリザヴェイション・ソサエティ』：キンクス
- 1968年 『S.F.ソロウ（英語版）』：プリティ・シングス
- 1968年 『失われたコードを求めて』：ムーディー・ブルース
- 1968年 『ザ・タートルズ・プレゼント・ザ・バトル・オブ・ザ・バンズ』：タートルズ
- 1968年 『オグデンズ・ナット・ゴーン・フレイク』：スモール・フェイセス
- 1969年 『トミー』：ザ・フー
- 1969年 『アーサー、もしくは大英帝国の衰退ならびに滅亡』：キンクス

### 1970年代の作品
- 1970年 『ウォータータウン』：フランク・シナトラ
- 1970年 『天と地、火と水』： サード・イアー・バンド[8]
- 1970年 『ローラ対パワーマン、マネーゴーラウンド組第一回戦』から1976年『不良少年のメロディ〜愛の鞭への傾向と対策』まで9作連続のキンクスのアルバム
- 1971年 『メロディ・ネルソンの物語』：セルジュ・ゲンスブール
- 1971年 『タルカス』：エマーソン・レイク・アンド・パーマー
- 1971年 『ホワッツ・ゴーイン・オン』：マーヴィン・ゲイ
- 1971年 『ババコム・リー』：フェアポート・コンヴェンション
- 1971年 『オブリオの不思議な旅』：ハリー・ニルソン
- 1972年 『ジギー・スターダスト』：デヴィッド・ボウイ
- 1972年 『ジェラルドの汚れなき世界』：ジェスロ・タル[9]
- 1972年 『マクベス』：サード・イアー・バンド[8]
- 1972年 『スリー・フレンズ』：ジェントル・ジャイアント
- 1972年 『スクールズ・アウト』：アリス・クーパー
- 1972年からのヴァンゲリスのオリジナル作品群
- 1973年 『狂気』：ピンク・フロイド
- 1973年 『ならず者 』：イーグルス
- 1973年 『海洋地形学の物語』：イエス
- 1973年 『四重人格』：ザ・フー
- 1973年 『ベルリン』：ルー・リード
- 1973年 『ヘンリー八世の六人の妻』：リック・ウェイクマン
- 1973年 『パッション・プレイ』：ジェスロ・タル
- 1973年 『アラジン・セイン』：デヴィッド・ボウイ
- 1973年以降の『ラジオ・グノーム・インヴィジブル』三部作のゴングのアルバム
- 1974年 『眩惑のブロードウェイ』：ジェネシス
- 1974年 『エルドラド』：エレクトリック・ライト・オーケストラ
- 1974年 『地底探検』：リック・ウェイクマン
- 1974年 『ダイアモンドの犬』：デヴィッド・ボウイ
- 1974年 『アウトバーン』以下4作のクラフトワークのアルバム
- 1975年 『炎〜あなたがここにいてほしい』：ピンク・フロイド
- 1975年 『ウェルカム・トゥ・ナイトメア』：アリス・クーパー[9]
- 1975年 『第四帝国の白日夢』：セルジュ・ゲンスブール
- 1975年 『スノー・グース』：キャメル
- 1975年 『アーサー王と円卓の騎士たち』：リック・ウェイクマン
- 1975年 『レッド・ヘッディド・ストレンジャー』：ウィリー・ネルソン
- 1975年 『キャプテン・ファンタスティック』：エルトン・ジョン
- 1975年 『ネイディアーズ・ビッグ・チャンス』：ピーター・ハミル
- 1975年 『マザーシップ・コネクション』：パーラメント
- 1975年 『ピーターと狼』：ジャック・ランカスター&ロビン・ラムリー
- 1976年 『くたばれキャベツ野郎』：セルジュ・ゲンスブール
- 1976年 『西暦2112年』：ラッシュ
- 1976年 『怪奇と幻想の物語 - エドガー・アラン・ポーの世界』以下4作のアラン・パーソンズ・プロジェクトのアルバム
- 1977年 『地獄のロック・ライダー』：ミートローフ
- 1977年 『アニマルズ』：ピンク・フロイド
- 1977年 『太陽神』：ユートピア
- 1978年 『ヒア、マイ・ディア』：マーヴィン・ゲイ
- 1978年 『宇宙戦争』：ジェフ・ウェイン
- 1979年 『ザ・ウォール』：ピンク・フロイド
- 1979年 『セッティング・サンズ』：ザ・ジャム

### 1980年代の作品
- 1980年 『運命の切り札』以下6作のアラン・パーソンズ・プロジェクトのアルバム
- 1980年からのヴァンゲリスのオリジナル作品群
- 1981年 『パラダイス・シアター』：スティクス
- 1981年 『コンピューター・ワールド』：クラフトワーク
- 1981年 『ヌードの物語 - Mr.Oの帰還 -』：キャメル
- 1987年 『ヒッチハイクの賛否両論』：ロジャー・ウォーターズ
- 1984年 『ゼン・アーケード』：ハスカー・ドゥ
- 1985年 『過ち色の記憶』：マリリオン
- 1984年 『スレイヴ・トゥ・ザ・リズム』：グレイス・ジョーンズ
- 1986年 『スカイラーキング』：XTC
- 1987年 『囚われ者』[注釈 2]：セルジュ・ゲンスブール
- 1987年 『RADIO K.A.O.S.』：ロジャー・ウォーターズ
- 1988年 『第七の予言』：アイアン・メイデン
- 1988年 『オペレーション：マインドクライム』：クイーンズライク

### 1990年代の作品
- 1993年 『ZOOROPA』：U2
- 1993年 『地獄のロック・ライダーII〜地獄への帰還』：ミートローフ
- 1994年 『対』：ピンク・フロイド
- 1994年 『ブレイヴ』：マリリオン
- 1995年 『アウトサイド』：デヴィッド・ボウイ
- 1996年 『Tunes of War』以下10作連続のグレイヴ・ディガーのアルバム
- 1997年からのラプソディー・オブ・ファイアのアルバム5作（1stから5thまでのアルバムを総じ「Emerald Sword Saga」五部作としている）
- 1997年 『OK コンピューター』：レディオヘッド
- 1998年 『鬼女と野獣』：クレイドル・オブ・フィルス
- 1999年 『メトロポリス・パート2』：ドリーム・シアター
- 1999年 『地底探検〜完結編』：リック・ウェイクマン

### 2000年代以降の作品
- 2001年 『サザン・ロック・オペラ』：ドライヴ・バイ・タッカーズ
- 2002年 『スカーレッツ・ウォーク』：トーリ・エイモス
- 2002年 『ソングス・フォー・ザ・デフ』：クイーンズ・オブ・ザ・ストーン・エイジ
- 2004年 『アメリカン・イディオット』：グリーン・デイ
- 2004年 『スマイル』：ブライアン・ウィルソン
- 2005年 『オクタヴァリウム』：ドリーム・シアター
- 2005年 『フォーゴトン・アーム』：エイミー・マン
- 2006年 『地獄のロック・ライダー3〜最後の聖戦!』：ミートローフ
- 2006年 『ザ・ブラック・パレード』：マイ・ケミカル・ロマンス
- 2008年 『ノストラダムス』：ジューダス・プリースト
- 2008年 『ラッキー・オールド・サン』：ブライアン・ウィルソン
- 2009年 『21世紀のブレイクダウン』：グリーン・デイ
- 2009年 『ザ・レジスタンス』：ミューズ
- 2012年 『クロックワーク・エンジェルズ』：ラッシュ
- 2012年 『グッド・キッド、マッド・シティー』：ケンドリック・ラマー
- 2016年　『レボリューション・レディオ』：グリーン・デイ
- 2018年 『ダーティー・コンピューター』：ジャネール・モネイ
- 2019年 『ビギン・アゲイン』：ノラ・ジョーンズ
- 2019年 『タイトルなし』：ラムシュタイン
- 2020年 『クロマティカ』：レディー・ガガ
- 2022年 『ツァイト』：ラムシュタイン

## 主なコンセプト・アルバム（邦楽）

### 1960年代の作品
- 1968年 『ヒューマン・ルネッサンス』：ザ・タイガース
- 1968年 『ヨーロッパのブルー・コメッツ』：ジャッキー吉川とブルー・コメッツ
- 1968年 『明治百年 すぱいだーす七年』：ザ・スパイダース
- 1968年 『紀元貳阡年』[注釈 3]：ザ・フォーク・クルセダーズ

### 1970年代の作品
- 1975年 『黒船』：サディスティック・ミカ・バンド
- 1975年 『地球空洞説』：ファー・イースト・ファミリー・バンド
- 1976年 『多元宇宙の旅』：ファー・イースト・ファミリー・バンド
- 1977年 『天空人』：ファー・イースト・ファミリー・バンド
- 1977年 『百恵白書』：山口百恵
- 1977年 『Nadja～愛の世界』：萩原健一
- 1978年 『NadjaII～男と女』：萩原健一
- 1979年 『NadjaIII～Angel Gate』：萩原健一
- 1979年 『NEO-N』：四人囃子
- 1979年 『マラッカ』：PANTA & HAL

### 1980年代の作品
- 1980年 『イン・ザ・ナイト』：ノヴェラ
- 1980年 『1980X』：PANTA & HAL
- 1981年 『虹伝説 THE RAINBOW GOBLINS』：高中正義
- 1983年 『女たちよ』：沢田研二
- 1983年 『ノイの城』：平山照継
- 1983年 『最終戦争伝説』：ノヴェラ
- 1984年 『最終戦争伝説 Part2』：ノヴェラ
- 1984年 『16人格』：PANTA
- 1985年 『シンフォニア』：平山照継
- 1986年 『R★E★D』：PANTA
- 1986年 『不思議』：中森明菜
- 1987年 『マルタの鷹』：加藤和彦
- 1987年 『クリスタルナハト』：PANTA
- 1987年 『Twilight Swim』：TUBE
- 1988年 『FENCE OF DEFENSE III 2235 ZERO GENERATION』：FENCE OF DEFENSE
- 1988年 『THE OUTER MISSION』：聖飢魔II
- 1988年 『CAROL 〜A DAY IN A GIRL'S LIFE 1991〜』：TM NETWORK
- 1989年 『Swingin' Daze』：RED WARRIORS
- 1989年 『NEO FASCIO』：氷室京介

### 1990年代以降の作品
- 1990年 『ROMANTIC 1990』：COMPLEX
- 1990年 『おどる亀ヤプシ』：UNICORN
- 1990年 『ハヴァナイスデー』：UNICORN
- 1991年 『LUNATIC LION』：吉川晃司
- 1993年 『FACELESS MAN』：THE BOOM
- 1994年 『Jaguar hard pain』：THE YELLOW MONKEY
- 1994年 『レティクル座妄想』：筋肉少女帯
- 1996年 『深海』：Mr.Children
- 1997年 『虹伝説II THE WHITE GOBLIN』：高中正義
- 2000年 『怪人二十面相』：人間椅子
- 2003年 『BIOGENESIS』：ARS NOVA
- 2005年 『十三階は月光』：BUCK-TICK
- 2006年 『ALCHEMY（HAL&RING）』：新●月
- 2007年 『オリーブの樹の下で』：響
- 2008年 『Key』：一青窈
- 2011年 『鬼子母神』：陰陽座
- 2013年 『安全地帯XIV〜The Saltmoderate Show〜』：安全地帯
- 2013年 『暗転』：頭脳警察
- 2014年 『YANKEE』：米津玄師
- 2015年 『L-エル-』：Acid Black Cherry
- 2015年 『Bremen』：米津玄師
- 2015年 『FUKUSHIMA』：遠藤ミチロウ
- 2016年 『Sea and The Darkness』：Galileo Galilei
- 2019年 『乱破』：頭脳警察
- 菊地成孔の各作品
- 平沢進の各作品
- 喜多郎の各作品
- Sound Horizonの各作品
- ヨルシカの各作品